# Bray Wyatt
Windham Lawrence Rotunda (Brooksville, Florida, 23 de mayo de 1987-Clermont, Florida, 24 de agosto de 2023), conocido como Bray Wyatt, fue un luchador profesional estadounidense. Es recordado por haber trabajado para la empresa WWE en dos etapas, la primera de 2010 a 2021, y la segunda de 2022 hasta su fallecimiento en 2023. 
Rotunda fue un luchador profesional de tercera generación, siguiendo los pasos de su abuelo Blackjack Mulligan, su padre Mike Rotunda, y dos de sus tíos – Barry y Kendall Windham. Su hermano menor, Taylor Rotunda, también es luchador profesional, y es más conocido como Bo Dallas (en la actualidad, Uncle Howdy). Junto a su hermano, fue dos veces Campeón en Parejas de FCW Florida mientras ambos se hallaban en el extinto territorio de desarrollo de WWE Florida Championship Wrestling (FCW), donde se presentó con varios nombres entre 2008 y 2012. Luchó brevemente en el roster principal de WWE de 2010 a 2011, bajo el nombre de Husky Harris, notablemente siendo miembro de The Nexus.
Después de regresar al territorio de desarrollo de WWE, que había sido rebautizado como NXT, Rotunda fue reelanzado como Bray Wyatt. Personificando al villano líder de The Wyatt Family, un culto habitante de pantanos, en 2013 regresó al roster principal junto a los miembros de la Familia Wyatt, Luke Harper y Erick Rowan. Posteriormente se convirtió en tres veces campeón mundial de WWE, ostentando el Campeonato de WWE en una ocasión, y el Campeonato Universal en dos. También obtuvo los Campeonatos en Parejas de SmackDown (con Luke Harper y Randy Orton bajo la Freebird Rule) y los Campeonatos en Parejas de Raw (con Matt Hardy), en una ocasión cada uno.
Después de una pausa en su carrera de agosto de 2018 a abril de 2019, Wyatt regresó con un nuevo personaje. Retratándose a sí mismo como si padeciera un trastorno transformador de personalidad múltiple, alternaba aleatoriamente entre dos personajes: su «lado bueno» de Bray Wyatt, un presentador de televisión infantil al estilo Mr. Rogers, y su lado malo de The Fiend, un payaso monstruoso de horror grotesco. Fue liberado por WWE en julio de 2021, pero regresó en el evento Extreme Rules, realizado en octubre de 2022, con una nueva personalidad que decía ser su yo de la «vida real», pero gradualmente reincorporó sus múltiples personalidades, así como algunas nuevas. Luego de un combate televisado en el Royal Rumble de 2023, hizo una pausa médica en febrero debido a que contrajo COVID-19, y en agosto murió de un infarto de miocardio a los 36 años de edad.

## Primeros años
Windham Lawrence Rotunda nació el 23 de mayo de 1987 en Brooksville, Florida, siendo hijo del luchador profesional Mike Rotunda. Su hermano menor, Taylor, también es luchador y es conocido por haber trabajado para WWE bajo el nombre de Bo Dallas. Asistió a la escuela secundaria Hernando, donde ganó un campeonato estatal de lucha libre de 275 libras (125 kg) en 2005, el año en que se graduó. También jugó fútbol como tacleador defensivo y guardia. Jugó en el Colegio de las Sequoias durante dos temporadas, ganando honores del segundo equipo All-American como guardia ofensivo. Obtuvo una beca de fútbol en la Universidad de Troy, donde jugó fútbol universitario durante dos años. Dejó Troy a 27 horas de crédito de obtener un título de grado, después de decidir convertirse en luchador profesional.

## Carrera

### World Wrestling Entertainment / WWE

#### Territorios de desarrollo (2009-2010)
Hizo su debut en el territorio de desarrollo de la World Wrestling Entertainment (WWE), la Florida Championship Wrestling (FCW), en abril de 2009 con una victoria, usando el nombre de Alex Rotundo. Más tarde, cambió su nombre a Duke Rotundo. En junio de 2009, comenzó a trabajar en equipo con su hermano Bo. En las grabaciones de televisión de la FCW del 23 de julio, The Rotundo Brothers derrotaron a The Dude Busters (Caylen Croft & Trent Barretta) para convertirse en los contendientes #1 por los Campeonatos en Parejas de Florida de FCW. Esa misma noche, derrotaron a Justin Angel & Kris Logan para ganar los títulos. Los hermanos tuvieron defensas exitosas de los campeonatos contra equipos como Dylan Klein & Vance Archer y el equipo de Curt Hawkins & Heath Slater. En la grabación de la televisión de FCW del 19 de noviembre, The Rotundo Brothers perdieron los títulos ante The Dude Busters.

#### The Nexus (2010-2011)

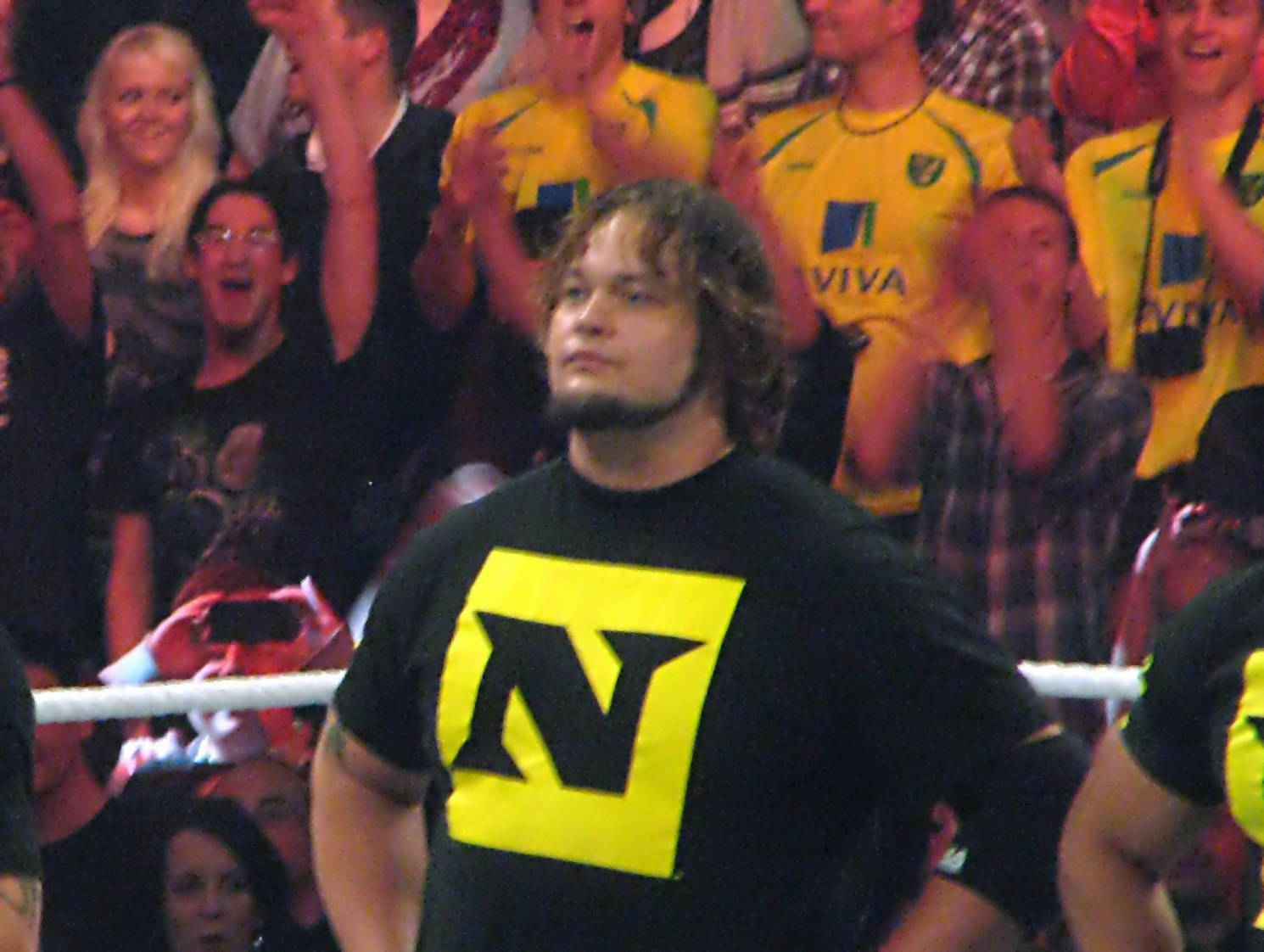
Rotunda como Husky Harris durante su tiempo como parte de The Nexus, en noviembre de 2010.

El 1 de junio de 2010, Rotunda fue anunciado como competidor de la segunda temporada de NXT bajo el nombre de Huski Harris y con Cody Rhodes como su mentor. Harris hizo su debut en el episodio del 8 de junio de NXT, compitiendo junto con Rhodes en un combate por equipos contra Montel Vontavious Porter y Percy Watson, el cual perdieron. En el episodio del 22 de junio de NXT, Harris se convirtió en heel al atacar al comentarista Matt Striker, tal como Rhodes lo había hecho la semana anterior. La semana siguiente en NXT, Harris fue derrotado por Montel Vontavious Porter, y fue ubicado en el séptimo lugar de los ocho participantes de la serie en la primera encuesta. En la segunda encuesta, Harris ascendió al sexto lugar, evitando por poco la eliminación. El 9 de agosto en Raw, los novatos de NXT aparecieron en un Six-man Tag Team match, el cual ganó el equipo de Harris después de que este cubriera a Kaval, pero el equipo fue derrotado en una lucha de revancha la noche siguiente en NXT. Más tarde esa misma noche, Harris subió al cuarto lugar de los seis novatos restantes en la siguiente encuesta. El 17 de agosto en NXT, Harris fue uno de los dos novatos eliminados de la competencia y, después de su eliminación, él y Rhodes atacaron a Kaval, lo que causó una pelea que también involucró a Montel Vontavious Porter y Kofi Kingston. Harris reapareció en el final de temporada de NXT junto con los otros novatos eliminados y se unió al ataque contra el ganador de la competencia, Kaval.
Mientras estaba en NXT, Rotunda continuó luchando en la FCW bajo el mismo nombre de Huski Harris. En septiembre de 2010, después de su eliminación de NXT, Harris comenzó un feudo en la FCW con Percy Watson después de atacarlo mientras competía con él en una lucha por equipos, lo que los llevó a la derrota. Cuando Harris y Watson se enfrentaron en un combate, la lucha terminó en doble cuenta fuera, lo que los llevó a otro combate pero esta vez un No Disqualification match, el cual Harris perdió. El feudo terminó en octubre, con Harris derrotando a Watson en un Lumberjack match.

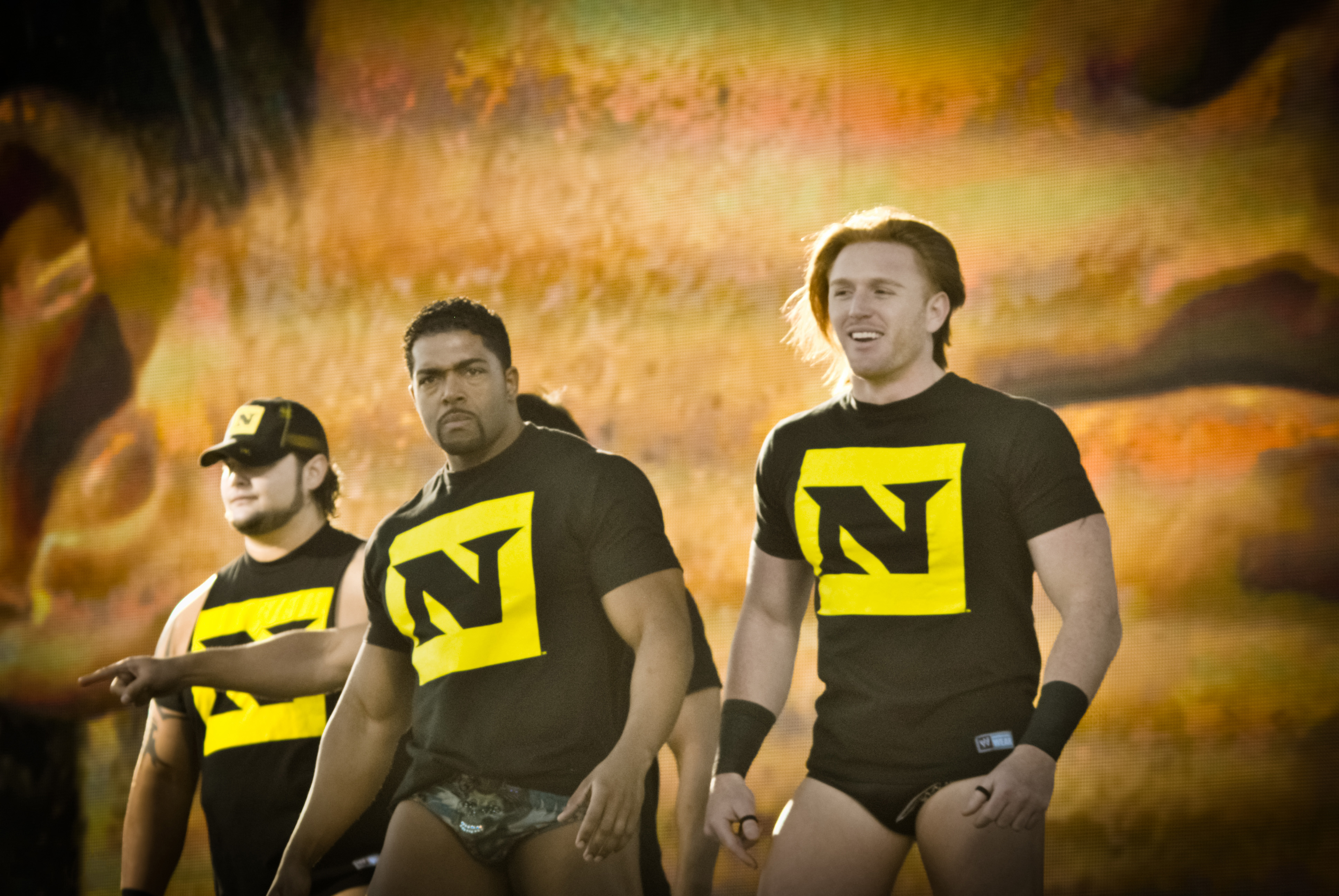
Harris (con gorra) con David Otunga (centro) y Heath Slater (derecha) como parte de The Nexus, en diciembre de 2010.

El 3 de octubre en el evento Hell in a Cell, Harris y Michael McGillicutty se disfrazaron como fanáticos e interfirieron en la lucha entre John Cena y Wade Barrett. Esto permitió a Barrett cubrir a Cena para ganar el combate, lo que obligó a Cena a unirse al grupo The Nexus según la estipulación previa de la lucha. Las identidades de Harris y McGillicutty se revelaron la noche siguiente en Raw, aunque Barrett afirmó que no había pedido su ayuda y se negó a convertirlos en miembros de tiempo completo de The Nexus. La semana siguiente en Raw, Harris y McGillicutty interfirieron en la lucha de Cena contra The Miz, lo que le costó el combate a Cena, aunque este le pidió a Barrett que les diera la oportunidad de ganar la membresía en The Nexus. En el episodio del 18 de octubre de Raw, Harris & McGillicutty no pudieron ganar un lugar en The Nexus cuando fueron derrotados por Cena & Randy Orton en una lucha por equipos. A pesar de eso, Barrett confirmó que tanto Harris como McGillicutty eran miembros de The Nexus la semana siguiente en Raw. En enero de 2011, CM Punk se convirtió en el nuevo líder de The Nexus e hizo que cada uno de los miembros realizara una "iniciación" para permanecer en el grupo. Harris aprobó su iniciación después de recibir varios latigazos con un cinturón por parte del resto del grupo, lo que le permitió seguir siendo miembro de The Nexus junto con Punk, McGillicutty y David Otunga. En el episodio del 31 de enero de Raw, Harris & McGillicutty fueron derrotados por Santino Marella & Vladimir Kozlov en una lucha por los Campeonatos en Parejas de la WWE, y después de eso fueron atacados por Orton como parte de su rivalidad con The New Nexus, recibiendo Harris un Punt kick por parte de Orton, lo que fue realizado para sacarlo de televisión.

#### Regreso a FCW (2011-2012)
Poco después de recibir aquel Punt kick por parte de Randy Orton en Raw, Rotunda regresó a la FCW y en marzo de 2011 adoptó el gimmick de un hombre con máscara de hockey llamado Axel Mulligan, pero el personaje nunca llegó a la FCW, y Rotunda continuó interpretando al personaje de Husky Harris en dicho territorio. En agosto de 2011, Harris se vio envuelto en la rivalidad de su hermano Bo Dallas (el entonces Campeón Mundial Peso Pesado de Florida de FCW) con Lucky Cannon y Damien Sandow. Debido a eso, los dos hermanos se unieron para derrotar a Cannon y Sandow en un combate por equipos. Más tarde, Harris expresó su disgusto por la relación de Bo con Aksana, y cuando Bo sufrió una lesión legítima, su título quedó vacante y se estableció un torneo para determinar al nuevo campeón, durante el cual Harris derrotó a Big E Langston para llegar a la final: un Fatal 4-Way mátch contra Sandow, Dean Ambrose y Leo Kruger, el cual perdió después de que Richie Steamboat (quien estaba en el ringside para atacar a Ambrose) le aplicó un superkick en Harris en lugar de Ambrose. A pesar de que Aksana consiguió que Steamboat atacara a Harris nuevamente, Harris derrotó a Ambrose y Sandow en un Triple Threat match para ganar una lucha por el Campeonato Mundial Peso Pesado de Florida de la FCW contra Kruger, el cual Harris perdió después de distraerse con la interferencia de Steamboat una vez más. Como resultado, Harris y Steamboat comenzaron un feudo, con su primera lucha mano a mano terminando sin resultado. Luego de eso, Kruger derrotó a los rivales en un Triple Threat match para retener el título. Sin embargo, Harris vencería a Steamboat en un No Holds Barred match. Después de que Harris y Steamboat continuaran atándose con frecuencia, ambos fueron suspendidos durante 30 días. A su regreso, Harris derrotó a Steamboat en un Bullrope match para terminar el feudo. El 2 de febrero de 2012, Harris & Bo Rotundo derrotaron a Eli Cottonwood & Brad Maddox para ganar los vacantes Campeonatos en Parejas de Florida de FCW por segunda vez. Con éxito defendieron los títulos ante Antonio Cesaro & Alexander Rusev, pero los perdieron ante Jake Carter & Corey Graves el 15 de marzo.

#### The Wyatt Family (2012-2014)

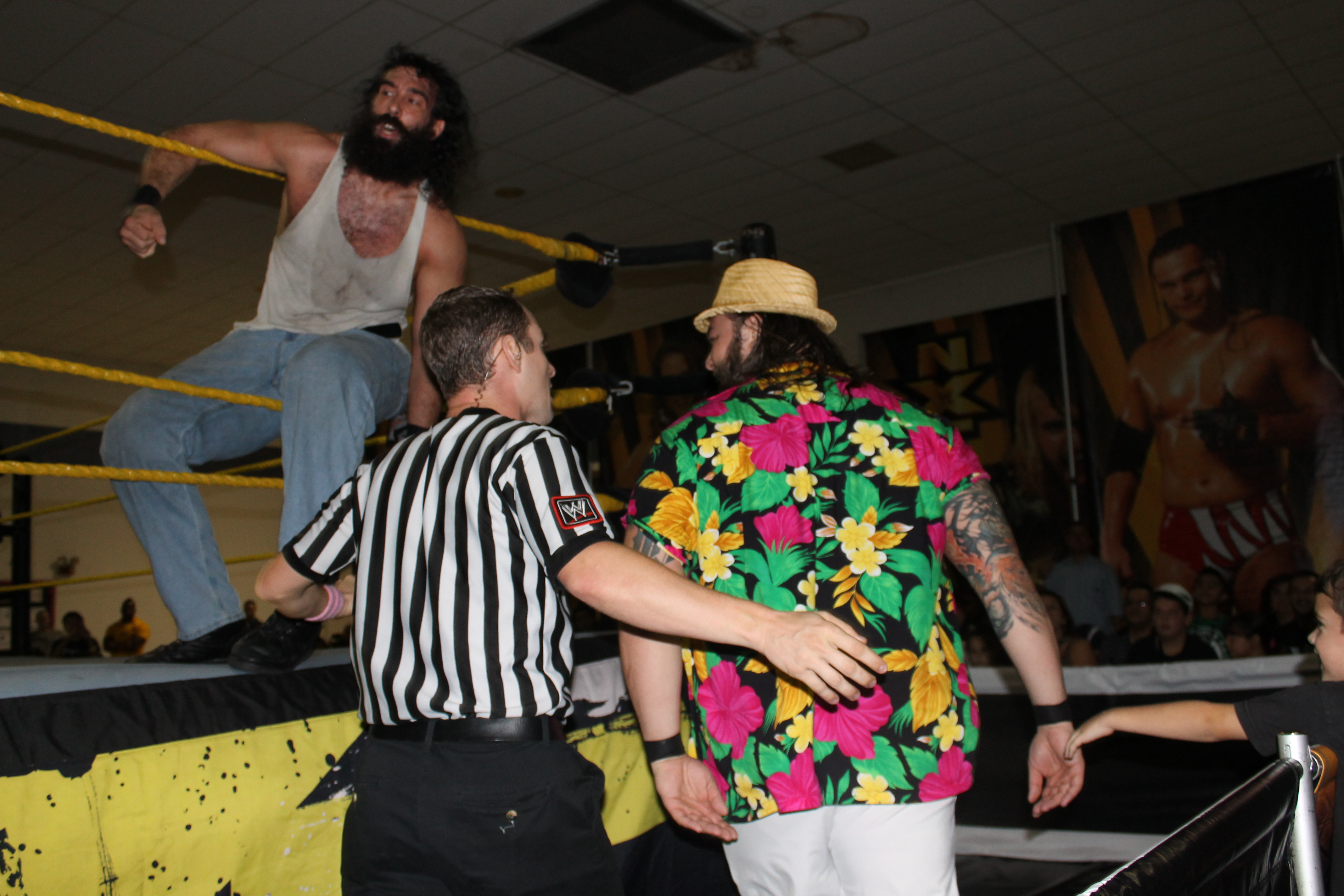
Wyatt y Luke Harper en un house show de NXT, octubre de 2012.

En abril de 2012, Rotunda comenzó a usar un nuevo personaje, Bray Wyatt, quien inicialmente se asoció con Eli Cottonwood en FCW. Cuando la WWE cambió el nombre de la FCW a NXT Wrestling, Wyatt hizo su debut en el episodio del 11 de julio de NXT, derrotando a Aiden English. El personaje de Wyatt era un líder de un culto malvado que creía que era más monstruo que humano. El personaje hizo comparaciones con Max Cady de la película de 1991 Cape Fear y con Waylon Mercy. En julio, Wyatt sufrió un desgarro en el músculo pectoral y requirió cirugía. A pesar de la lesión, Wyatt siguió apareciendo en NXT, fundando en noviembre una facción conocida como The Wyatt Family, junto con Luke Harper como su primer «hijo» y Erick Rowan como el segundo. Wyatt tuvo su primer combate de regreso por lesión el 21 de febrero de 2013 en NXT, en donde derrotó a Yoshi Tatsu. Wyatt sufrió su primera derrota el 13 de marzo en NXT a manos de su hermano Bo Dallas. En el episodio del 2 de mayo de NXT, Wyatt fue derrotado por Chris Jericho. En el episodio del 8 de mayo de NXT, Harper & Rowan derrotaron a Oliver Gray & Adrian Neville para ganar los Campeonatos en Parejas de NXT. Tras eso, The Wyatt Family comenzó un feudo con Corey Graves y Kassius Ohno, con Wyatt derrotando a Graves el 22 de mayo en NXT. La semana siguiente en NXT, Wyatt eliminó a Graves y Ohno durante un 18-man Battle Royal para determinar al contendiente #1 por el Campeonato de NXT, siendo Wyatt eliminado después por Neville. En el episodio del 19 de junio de NXT, The Wyatt Family derrotó al equipo de Graves, Neville & Ohno. En el episodio del 10 de julio de NXT, The Wyatt Family derrotó a Graves, Neville & William Regal en un Six-man Tag Team match. En el episodio del 17 de julio de NXT (que fue grabado el 20 de junio), Harper y Rowan perdieron los títulos ante Neville & Graves.

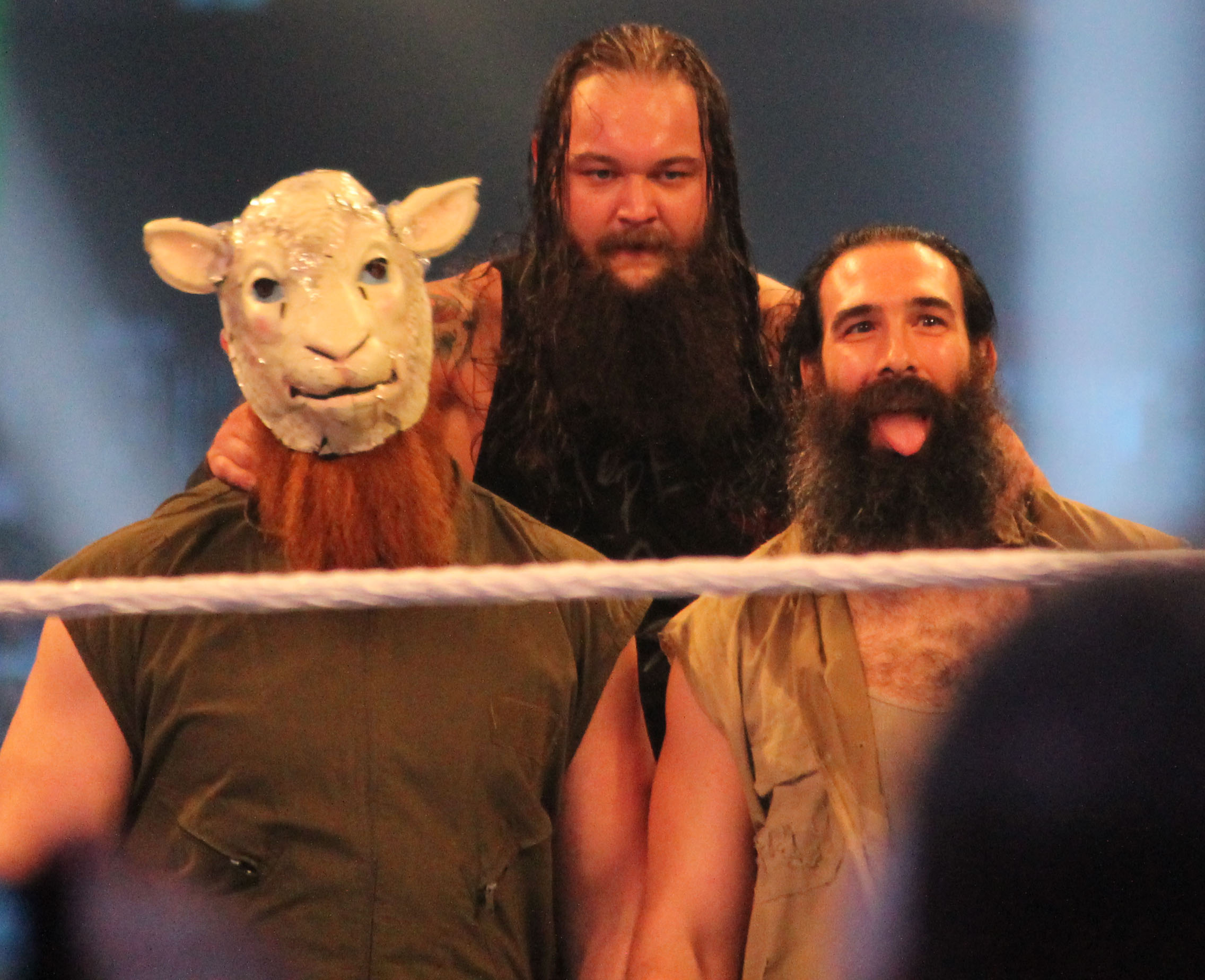
The Wyatt Family en WrestleMania XXX, con Wyatt (centro) sentado en el esquinero.

Desde el episodio del 27 de mayo de Raw, la WWE empezó a emitir viñetas promocionando el próximo debut de The Wyatt Family en el roster principal. Las viñetas mostraban los orígenes en los bosques de The Wyatt Family y a Erick Rowan con una máscara de oveja. En el episodio del 8 de julio de Raw, The Wyatt Family hizo su debut atacando a Kane. Durante las semanas siguientes, The Wyatt Family siguió atacando a luchadores como R-Truth, Justin Gabriel, Heath Slater, Drew McIntyre y Jinder Mahal mientras le enviaba mensajes crípticos a Kane pidiéndole que "siguiera a los buitres". Después de otro ataque, Kane desafió a Wyatt a un Ring of Fire match para el 18 de agosto en SummerSlam, el cual Wyatt ganó gracias a la interferencia de Rowan y Luke Harper. Después del combate, Harper y Rowan atacaron nuevamente a Kane, llevándoselo secuestrado finalmente con ellos. El próximo objetivo de Wyatt fue Kofi Kingston, a quien derrotó el 6 de octubre en Battleground.
A finales de octubre, The Wyatt Family comenzó un feudo con CM Punk y Daniel Bryan, llevando a Punk & Bryan a derrotar a Harper & Rowan el 24 de noviembre en Survivor Series. The Wyatt Family continuó su feudo con Bryan cuando Wyatt intentó reclutar a Bryan, y The Wyatt Family derrotó a Bryan en un 3-on-1 Handicap match el 15 de diciembre en TLC: Tables, Ladders & Chairs. En el último episodio de Raw de 2013, Bryan derrotó a Harper y Rowan en un Gauntlet match para poder enfrentarse a Wyatt, en donde Harper y Rowan interfirieron para causar la descalificación y lo atacaron hasta que un Bryan frustrado finalmente se rindió y se unió a The Wyatt Family. Después de que Bryan se unió a ellos, The Wyatt Family no pudo encontrar el éxito en sus combates. Esto causó que Wyatt castigara a Bryan, lo que llevó a Bryan a atacar a todos los demás miembros de The Wyatt Family el 13 de enero de 2014 en Raw para señalar que se había liberado del grupo. El 26 de enero en Royal Rumble, Wyatt derrotó a Bryan. Más tarde en el evento, The Wyatt Family le costaría a John Cena su combate por el Campeonato Mundial Peso Pesado de la WWE contra Randy Orton, con The Wyatt Family atacando a Cena nuevamente después de la lucha.
En el episodio del 27 de enero de Raw, The Wyatt Family atacó a Bryan, Cena y Sheamus durante una lucha clasificatoria para un Elimination Chamber match en Elimination Chamber contra The Shield, lo que significó que el equipo de Bryan ganó por descalificación y The Shield perdió la oportunidad de competir en aquel Elimination Chamber match. En cambio, se estableció un Six-man Tag Team match entre The Shield y The Wyatt Family en el evento del 23 de febrero, el cual The Wyatt Family ganó. Más tarde en el evento, The Wyatt Family interfirió en el Elimination Chamber match, causando la eliminación de Cena.

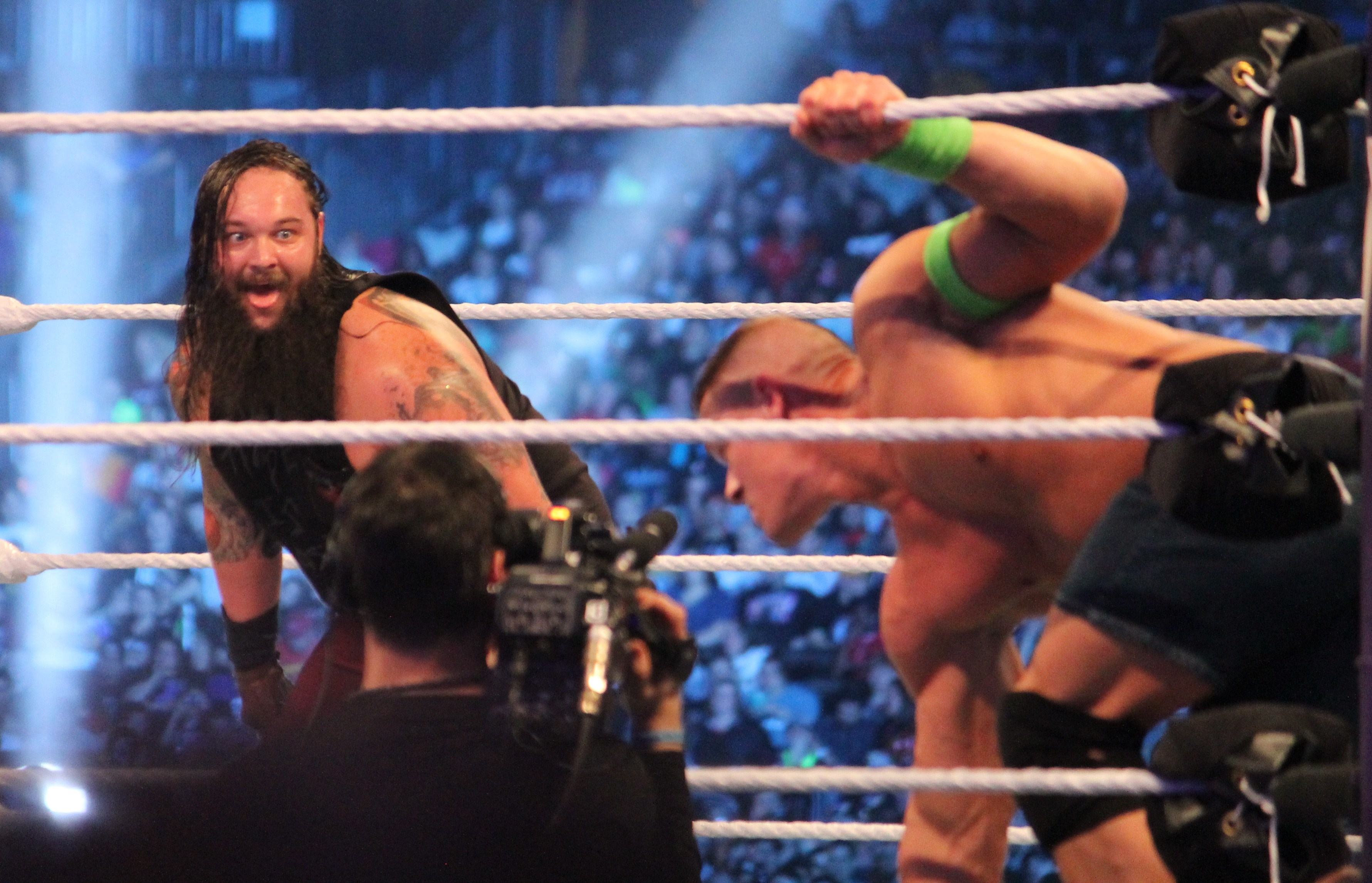
Wyatt luchando contra John Cena en WrestleMania XXX.

Después de Elimination Chamber, Wyatt inició un feudo con Cena, con Wyatt queriendo probar que el acto heroico de Cena era una fachada característica de «esta era de mentiras» mientras también intentaba convertir a Cena en un «monstruo». Wyatt aceptó el desafío de Cena para un combate en WrestleMania XXX, con Cena resistiendo con éxito el impulso de convertirse en un "monstruo" y superando la interferencia de Harper y Rowan para derrotar a Wyatt en el evento, marcando la primera derrota de Wyatt en el roster principal de la WWE. El feudo continuó después de WrestleMania XXX basado ahora en la historia de que Wyatt estaba capturando la base de fanes de Cena, lo cual fue ejemplificado por Wyatt liderando un coro infantil en ringside el 28 de abril en Raw, con los niños portando máscaras de oveja. El 4 de mayo en Extreme Rules, Wyatt derrotó a Cena en un Steel Cage match luego de repetidas interferencias del resto de The Wyatt Family y un niño «demoníaco». El feudo de Cena con Wyatt continuó con un Last Man Standing match que se estableció para el 1 de junio en Payback, en donde Cena enterró a Wyatt bajo múltiples cajas de equipamiento para ganar el combate y terminar el feudo. En el episodio del 13 de junio de SmackDown, Wyatt derrotó a Dean Ambrose para calificar en un Ladder match por el vacante Campeonato Mundial Peso Pesado de la WWE el 29 de junio en Money in the Bank, el cual ganó Cena.
La noche siguiente en Raw, The Wyatt Family atacó a Chris Jericho, quien hacía su regreso. Esto condujo a dos enfrentamientos entre Wyatt y Jericho: el 20 de julio en Battleground, en donde Jericho se llevó la victoria; y el 17 de agosto en SummerSlam, en donde Wyatt ganó con Harper y Rowan expulsados de ringside. El feudo con Jericho terminó en el episodio del 8 de septiembre de Raw, cuando Wyatt ganó un Steel Cage match contra Jericho escapando de la jaula.

#### The New Face of Fear (2014-2015)

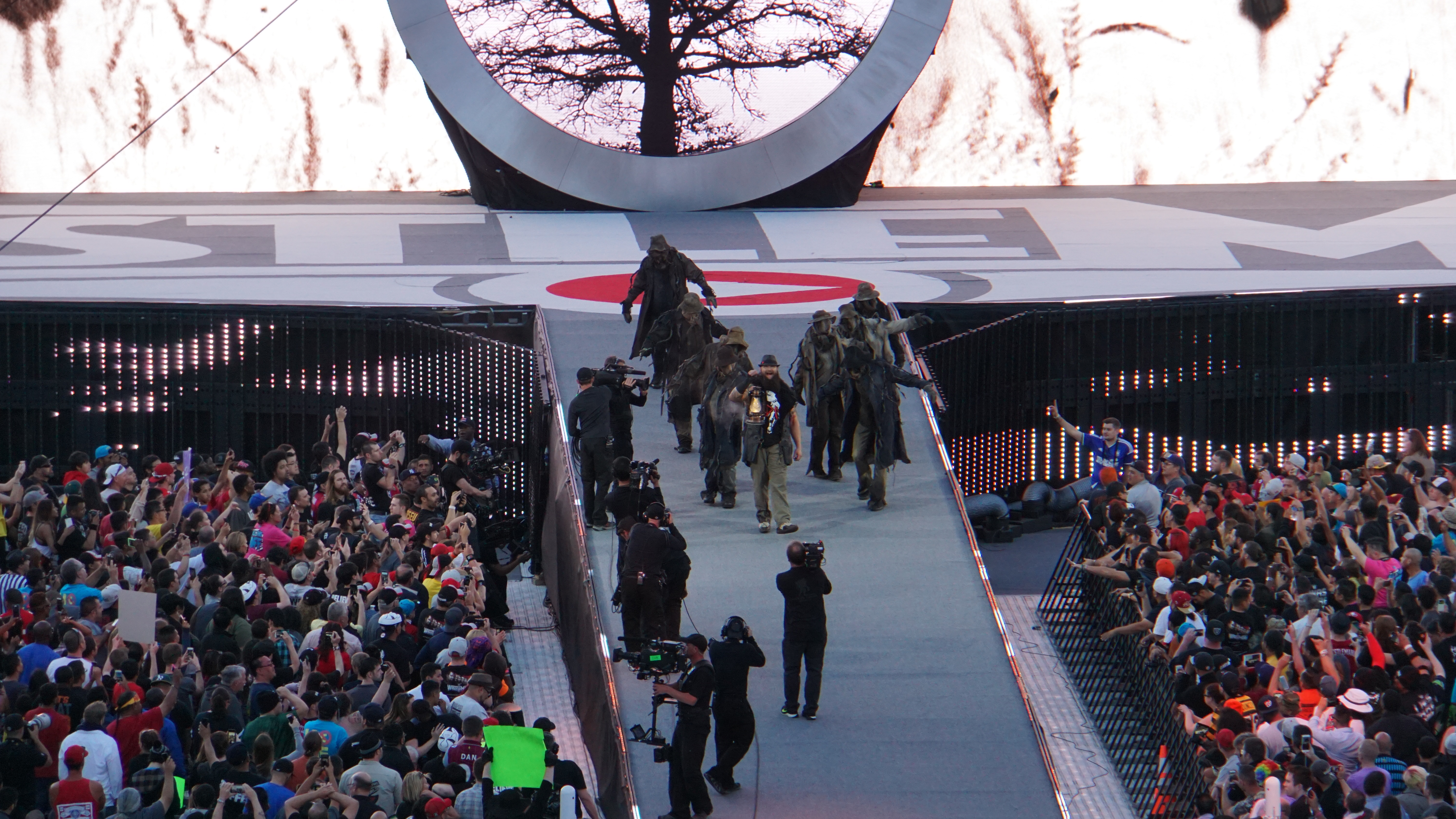
Wyatt haciendo su entrada en WrestleMania 31 en su lucha contra The Undertaker.

A partir del 29 de septiembre, comenzaron a mostrarse viñetas de Wyatt «liberando a Harper y Rowan». Tras eso, Wyatt hizo su regreso individualmente el 26 de octubre en Hell in a Cell, durante el evento principal entre Dean Ambrose y Seth Rollins, costándole el combate a Ambrose. Durante las siguientes semanas, Wyatt se burló de Ambrose mientras le ofrecía "arreglarlo" como lo había hecho con Harper y Rowan. El 23 de noviembre en Survivor Series, Wyatt finalmente derrotó a Ambrose por descalificación luego de que Ambrose usara una silla de acero para atacar a Wyatt. El 14 de diciembre en TLC: Tables, Ladders & Chairs, Wyatt derrotó a Ambrose en un Tables, Ladders and Chairs, lo cual fue lo principal que marcó el evento. Wyatt una vez más derrotaría a Ambrose en el episodio del 22 de diciembre de Raw en un Miracle on 34th Street Fight.
El feudo entre Wyatt y Dean Ambrose culminó con un Ambulance match en el episodio del 5 de enero de 2015 de Raw, el cual Wyatt ganó para terminar efectivamente su rivalidad. El 25 de enero en Royal Rumble, Wyatt participó en el Royal Rumble match como el #5, y duró casi 47 minutos, eliminando a otros seis concursantes antes de ser eliminado por Big Show y Kane. Después de eso, Wyatt comenzó a mostrar una serie de promesas crípticas, refiriéndose a sí mismo como "La nueva cara del miedo"; y el 22 de febrero en Fastlane, un ataúd sería llevado al ring por druidas, revelando después que Wyatt estaba dentro, y luego de salir lanzaría un desafío a The Undertaker para un combate el 29 de marzo en WrestleMania 31, lo cual The Undertaker aceptó, pero Wyatt no tuvo éxito en derrotar a The Undertaker en el evento.
Después de WrestleMania 31, Wyatt lanzó otra serie de promos enigmáticos, los cuales más tarde se revelaron que iban dirigidos para Ryback en el episodio del 27 de abril de Raw, luego de que Wyatt atacara a Ryback después de su lucha contra Bo Dallas. En el siguiente episodio de SmackDown, Wyatt volvería a atacar a Ryback después de otra lucha. Esto los llevó a un enfrentamiento entre los dos el 17 de mayo en Payback, el cual Wyatt ganó.

#### Regreso de la Wyatt Family (2015-2017)
El 14 de junio en Money in the Bank, Wyatt interfirió en el Money in the Bank Ladder match y atacó a Roman Reigns (quien lo había derrotado en una lucha de clasificación al combate el 8 de junio en Raw) cuando Reigns estaba a punto de descolgar el maletín. Esto condujo a una lucha entre los dos el 19 de julio en Battleground, en donde Wyatt derrotó a Reigns con la ayuda de su excompañero Luke Harper, reformando de esta manera The Wyatt Family (sin Erick Rowan, ya que estaba lesionado en ese momento, pero también volvería a unirse al grupo luego de su recuperación). El 23 de agosto en SummerSlam, Wyatt & Harper fueron derrotados por Reigns & Dean Ambrose. La noche siguiente en Raw, Wyatt presentó a un nuevo miembro de The Wyatt Family llamado Braun Strowman, quien atacó Ambrose y Reigns. El 20 de septiembre en Night of Champions, The Wyatt Family derrotó a Reigns, Ambrose & Chris Jericho en un Six-man Tag Team match. El 25 de octubre en Hell in a Cell, después de que Wyatt fuera derrotado por Reigns en un Hell in a Cell match para terminar su feudo, The Wyatt Family atacó a The Undertaker y los miembros se lo llevaron «secuestrado», reavivando el feudo entre Wyatt y Undertaker. La noche siguiente en Raw, Wyatt se enfrentó a su antiguo rival Kane, quien fue atacado por los demás integrantes de The Wyatt Family y también fue «raptado» por ellos. En el episodio del 9 de noviembre de Raw, The Brothers of Destruction hicieron su regreso y atacaron a The Wyatt Family. El 22 de noviembre en Survivor Series, Wyatt & Harper fueron derrotados por The Brothers of Destruction. El 13 de diciembre en TLC: Tables, Ladders & Chairs, The Wyatt Family derrotó a The ECW Originals en un Eight-man Tag Team Elimination Tables match.

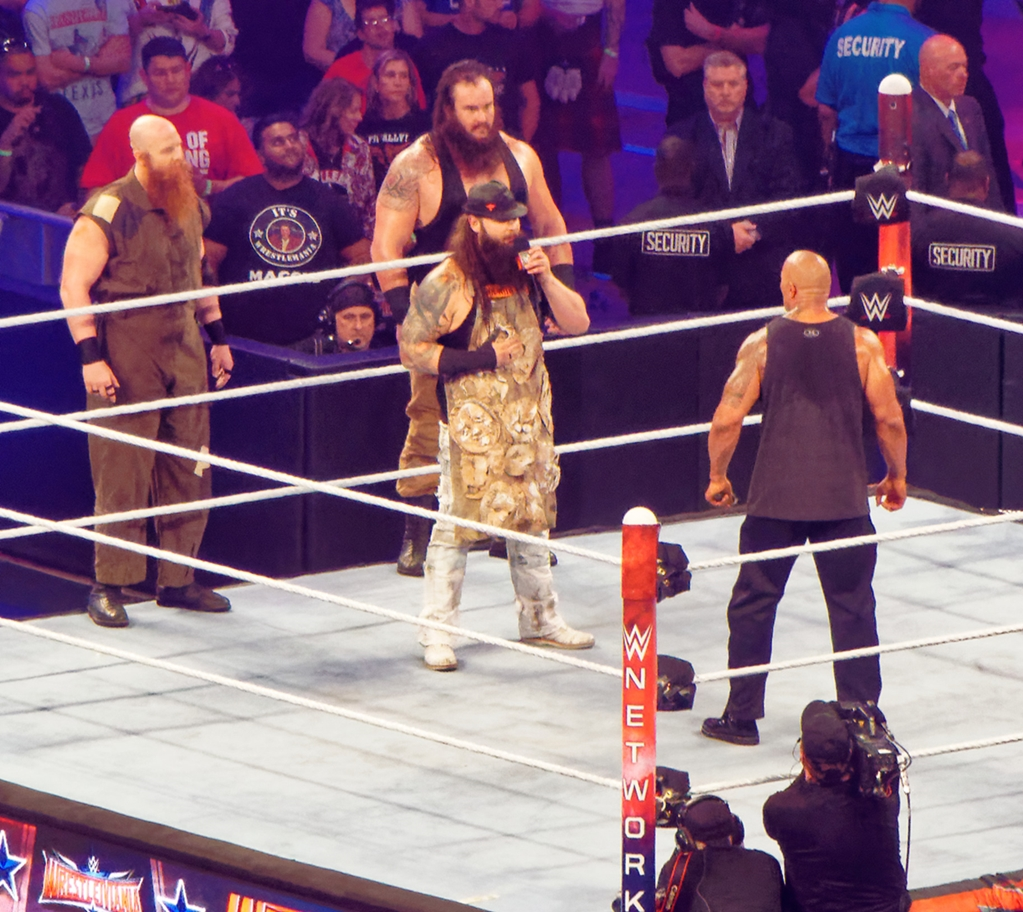
The Wyatt Family confrontando a The Rock en WrestleMania 32.

Wyatt tenía previsto enfrentarse a Brock Lesnar (a quien The Wyatt Family eliminó en el Royal Rumble match por el Campeonato Mundial Peso Pesado de WWE de Roman Reigns el 24 de enero de 2016 en Royal Rumble) el 12 de marzo en el evento en vivo Roadblock, pero Wyatt reveló que enfrentaría a Lesnar junto con Harper en un 2-on-1 Handicap match, el cual perdieron. Más tarde, se informó que Wyatt probablemente fue reemplazado en el combate debido a una lesión grave en la espalda que sufría legítimamente. El 3 de abril en WrestleMania 32, The Wyatt Family apareció para confrontar a The Rock, quien derrotó a Rowan en una lucha improvisada en seis segundos y, después de eso, The Wyatt Family fue atacada por The Rock y John Cena.
En el episodio del 4 de abril de Raw, The Wyatt Family atacó a The League of Nations, comenzando un feudo inexplicado entre las dos facciones villanas. El 11 de abril en Raw, Wyatt se asoció con Roman Reigns para derrotar a los miembros de The League of Nations, Alberto del Río & Sheamus. El 13 de abril, durante una lucha contra Reigns en un evento en vivo en Italia, Wyatt sufrió una lesión en la pantorrilla derecha y fue retirado de la gira europea de la WWE. Su lesión también causó la suspensión de la rivalidad entre The Wyatt Family y The League of Nations. The Wyatt Family hizo su regreso en el episodio del 20 de junio de Raw, en donde iniciaron un feudo con los Campeones en Parejas de la WWE The New Day, quienes interrumpieron a Wyatt durante su discurso de regreso. Más tarde, The New Day se enfrentaría a The Wyatt Family en el lugar de sus orígenes (el bosque), antes de que The Wyatt Family los derrotara el 24 de julio en Battleground en un Six-man Tag Team match. Debido al Draft y a la nueva separación de marcas, Wyatt y Rowan fueron mandados a SmackDown, mientras que Strowman fue mandado a Raw, causando con esto el segundo fin de The Wyatt Family como stable.

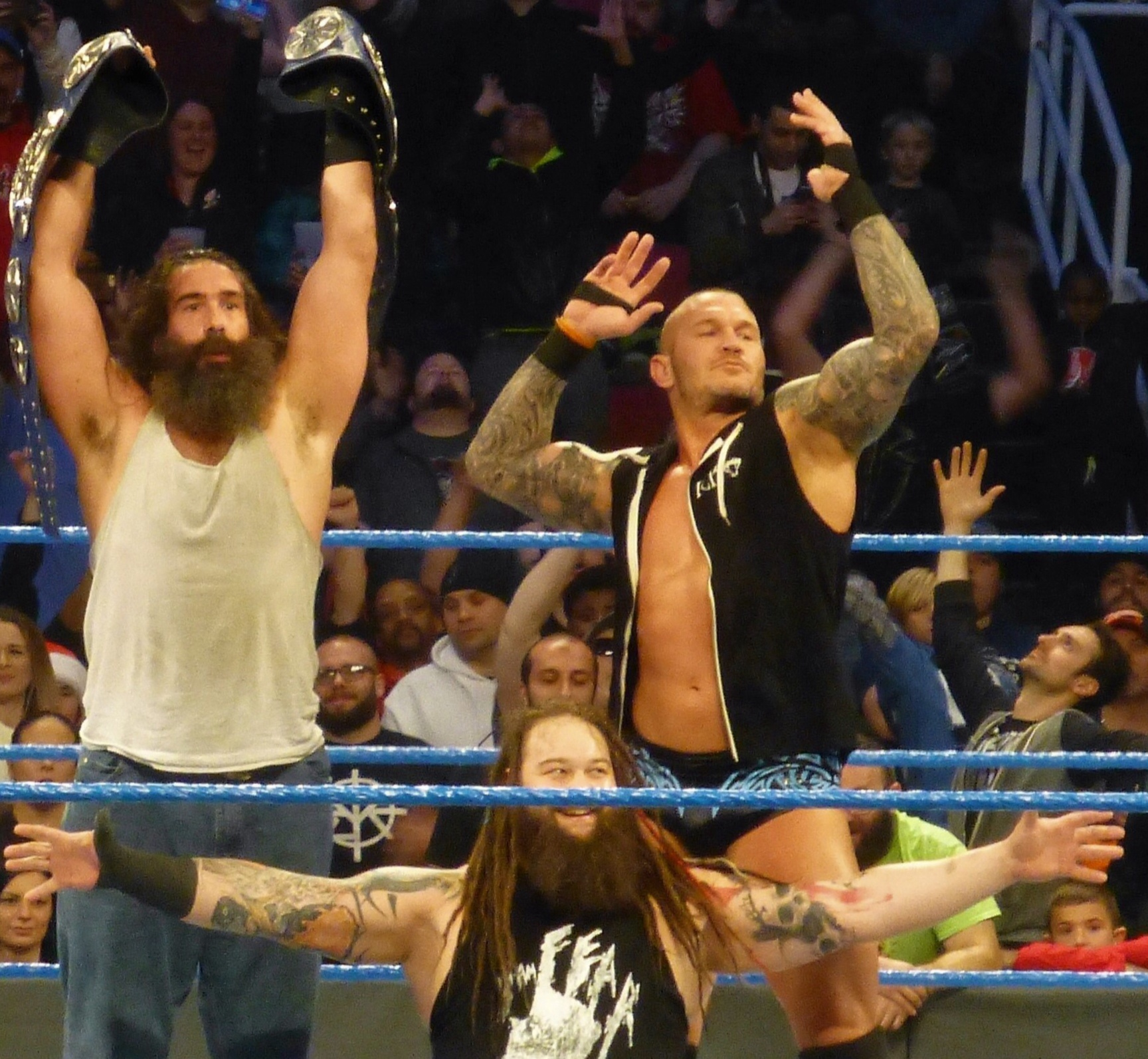
The Wyatt Family como Campeones en Parejas de SmackDown.

En el episodio del 16 de agosto de SmackDown, Wyatt se alejó de Rowan después de que este perdiera su combate contra Dean Ambrose, dejando la máscara de oveja de Rowan en su silla mecedora. Tras eso, Wyatt confrontó a Randy Orton, a quien llamó «dañado» y lo desafió a una lucha en Backlash, lo que Orton aceptó en el episodio del 30 de agosto de SmackDown. El 11 de septiembre en Backlash, Wyatt atacó a Orton antes del combate, llevándose la victoria con eso por abandono. Esa misma noche, Wyatt se enfrentó a Kane en un No Holds Barred match, el cual perdió debido a una interferencia de Orton. Luego de eso, Orton desafió a Wyatt a otro combate para el 9 de octubre en No Mercy, lo que Wyatt aceptó y ganó con la ayuda de Luke Harper, quien hacía su regreso luego de una lesión. En el episodio del 25 de octubre de SmackDown, Orton interfirió en nombre de Wyatt en su lucha contra Kane, lo que llevó a la especulación de que Orton se había unido a la reformada The Wyatt Family, lo que sería confirmado más tarde.
El 20 de noviembre en la edición anual #30 de Survivor Series, Wyatt y Orton fueron los únicos supervivientes del Team SmackDown en el Traditional Survivor Series Elimination Men's match, luego de que Orton salvara a Wyatt de una lanza de Roman Reigns. Tras eso, el par comenzó a centrarse en detener el impulso de American Alpha y, en mayor medida, capturar los Campeonatos en Parejas de SmackDown, derrotándolos en una lucha para convertirse en los contendientes #1. El 4 de diciembre en TLC: Tables, Ladders & Chairs, Wyatt & Orton ganaron los títulos tras derrotar a Heath Slater & Rhyno, marcando con esto el primer campeonato de Wyatt dentro de la WWE. Mientras que Wyatt & Orton retuvieron los campeonatos ante Slater & Rhyno en el episodio del 6 de diciembre de SmackDown, se anunció que The Wyatt Family invocó la regla de Freebird, lo que permitió a Harper defender los títulos también. En el episodio del 27 de diciembre de SmackDown, The Wyatt Family perdió los campeonatos ante American Alpha cuando Orton & Harper fueron derrotados en un Fatal 4-Way Elimination Tag Team match que también involucró a The Usos y al equipo de Slater & Rhyno.
La pérdida de los Campeonatos en Parejas de SmackDown provocó discusiones entre Luke Harper y Randy Orton, quienes se enfrentaron el 14 de enero de 2017 en SmackDown, en donde Orton se llevó la victoria, lo que llevó a Wyatt a aplicarle un Sister Abigail a Harper, exiliéndolo del grupo. El 29 de enero en Royal Rumble, Wyatt participó en el Royal Rumble match como el #21, y duró hasta los últimos tres concursantes antes de ser eliminado por Roman Reigns, después de lo cual Orton eliminó a Reigns para ganar el combate. El 12 de febrero en Elimination Chamber, Wyatt derrotó a John Cena, AJ Styles, The Miz, Dean Ambrose y Baron Corbin en un Elimination Chamber match para capturar el Campeonato de WWE por primera vez en su carrera, siendo este su primer campeonato individual en la lucha libre profesional. En el episodio del 14 de febrero de SmackDown, después de que Wyatt defendiera con éxito el título en un Triple Threat match contra Cena y Styles (a pesar del ataque previo de Harper), Orton llegó al ring, prometió lealtad a Wyatt y se negó a enfrentarlo en WrestleMania 33. Sin embargo, la "lealtad" fue una artimaña de Orton que no duró mucho tiempo ya que incendió la casa de The Wyatt Family dos semanas después, sabiendo que el espíritu de la hermana Abigail estaba debajo de un compuesto. El 2 de abril en WrestleMania 33, Wyatt perdió el título ante Orton, terminando su reinado de 49 días y sufriendo su tercera derrota consecutiva en WrestleMania en el proceso. El 10 de abril, Wyatt fue traspasado a Raw como parte del Superstar Shake-up y anunció que invocaría su cláusula de revancha por el campeonato en un House of Horrors match el 30 de abril en Payback. Sin embargo, el combate se convirtió en una lucha sin el título en juego, en la que tuvo éxito en conseguir la victoria después de ser ayudado por Jinder Mahal.
Luego de ser cambiado a Raw, Wyatt debutó en el episodio del 1 de mayo y le dijo al gerente general Kurt Angle que no interfiera con su trabajo. Más tarde esa misma noche, tanto Wyatt como Samoa Joe interfirieron en el evento principal, un Triple Threat match entre Finn Bálor, Seth Rollins y The Miz para decidir al nuevo contendiente #1 por el Campeonato Intercontinental de Dean Ambrose. Wyatt atacó a Bálor, permitiendo que The Miz lo cubriera para llevarse la victoria. La semana siguiente en Raw, Wyatt derrotó a Ambrose después de que The Miz interfiriera.

#### Devourer of Worlds (2017-2018)
Wyatt no se convirtió en el contendiente #1 por el Campeonato Universal de la WWE después de perder un Fatal 5-Way match en Extreme Rules ante Samoa Joe, el cual también involucró a Seth Rollins, Finn Bálor y Roman Reigns. Luego, Wyatt se enfrascó en una rivalidad con Rollins después de la presentación de Rollins en la portada de WWE 2K18. Derrotó a Rollins dos veces en luchas individuales el 9 de julio en Great Balls of Fire y la noche siguiente en Raw. Durante las siguientes semanas, Wyatt se enfocó en Bálor, enviándole mensajes crípticos y costándole un No Disqualification match contra Elias Samson en la edición del 24 de julio de Raw. Wyatt derrotó a Bálor el 14 de agosto en Raw y le echó un cubo de sustancia parecida a la sangre después del combate. Eso los llevó a una lucha de revancha el 20 de agosto en SummerSlam, donde Bálor derrotó a Wyatt bajo su personaje "Demon King". Dos semanas después en Raw, Wyatt interferiría en un Battle Royal para determinar al contendiente #1 por el Campeonato Intercontinental de The Miz, eliminando a Bálor. En No Mercy, Wyatt atacó a Bálor antes de su lucha, pero lo incitó a pelear después de que casi fue escoltado por el equipo médico tras bastidores. A pesar de eso, Bálor derrotó a Wyatt. Se anunció el 20 de octubre que Wyatt no competiría en TLC: Tables, Ladders & Chairs contra Bálor debido a una enfermedad, siendo posteriormente reemplazado por AJ Styles, llevando el feudo entre Wyatt y Bàlor a un final tranquilo. Wyatt hizo su regreso en el episodio del 13 de noviembre de Raw para enfrentarse a Jason Jordan, pero fue derrotado.

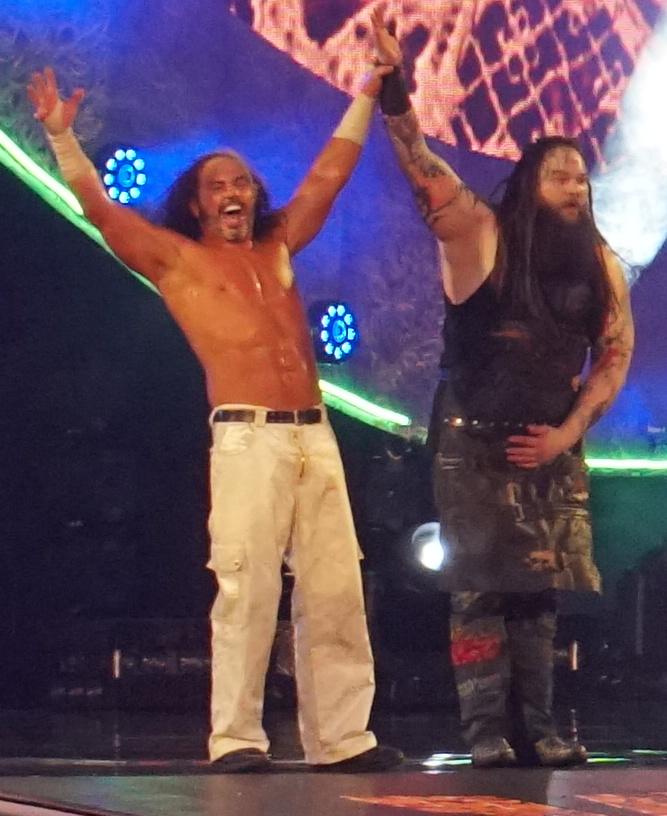
Wyatt con Matt Hardy en WrestleMania 34.

El 27 de noviembre en Raw, Wyatt derrotó a Matt Hardy, lo que provocó que el gimmick «Broken» de Hardy resurgiera. Hardy, que ahora se llamaba a sí mismo «Woken» (Despertado), juró «eliminar» (delete) a Wyatt. El 22 de enero de 2018 en la edición del 25º aniversario de Raw, Wyatt derrotó a Hardy en su primera lucha mano a mano desde la transformación de este último. En Royal Rumble, Wyatt participó en el Royal Rumble match, pero no logró ganar después de que Wyatt y Hardy se eliminaron el uno al otro simultáneamente. La noche siguiente en Raw, Wyatt le costó a Hardy una lucha clasificatoria a un Elimination Chamber match contra Elias después de distraerlo. En la edición del 5 de febrero de Raw, Wyatt fue derrotado por Roman Reigns en un combate clasificatorio al mismo Elimination Chamber match. La semana siguiente, se llevó a cabo una segunda oportunidad para los que no lograron clasificar a dicho combate con un Fatal 5-Way match que involucró a Wyatt, Hardy, Seth Rollins, Finn Bálor y Apollo Crews. Wyatt no tuvo éxito en ganar, ya que fue cubierto por Rollins y Bálor simultáneamente. En Elimination Chamber, Wyatt fue derrotado por Hardy en una lucha individual. Ocho días después en Raw, Hardy desafió a Wyatt a un combate en The Hardy Compound, lo cual Wyatt aceptó. Después de ser derrotado por Hardy en dicho combate, Wyatt fue empujado al "Lago de la Reencarnación", lo que hizo que su paradero fuera desconocido durante un par de semanas. En WrestleMania 34, Wyatt interfirió en el André the Giant Memorial Battle Royal y ayudó a Hardy a ganar, cambiando a face por segunda vez en su carrera en la WWE. La noche siguiente en Raw, Wyatt & Hardy derrotaron a Titus Worldwide (Apollo & Titus O'Neil) para avanzar de posición en un torneo llamado "Eliminación de Equipos" por los Campeonatos en Parejas de Raw vacantes. Hardy & Wyatt derrotaron a Sheamus & Cesaro en el evento The Greatest Royal Rumble en Jeddah, Arabia Saudita, para ganar los Campeonatos en Parejas de Raw.
El 29 de junio, Wyatt estuvo involucrado en un accidente automovilístico en Tampa y sufrió heridas múltiples. Fue tratado y liberado, pero se vio obligado a perderse el episodio del 2 de julio de Raw. La semana siguiente en Raw, hizo un promo junto con Hardy, luego lo acompañó al ring para su combate contra Bo Dallas de The B-Team, quien estuvo acompañado por Curtis Axel. Dallas ganó el combate, pero Hardy y Wyatt atacaron a The B-Team después de eso. Debido a eso, se programó una lucha titular entre los dos equipos para el 15 de julio en Extreme Rules, en donde Hardy & Wyatt perdieron los títulos. En el episodio del 23 de julio de Raw, Wyatt atacó junto con Hardy a The B-Team después de perder contra ellos en su cláusula de revancha por los títulos. Poco después, Hardy se tomaría un descanso para recuperarse de lesiones para posteriormente anunciar su retiro, por lo que el equipo se disolvió.
El 24 de noviembre en el evento en vivo Starrcade, Wyatt hizo su regreso a los cuadriláteros, derrotando al gerente general interino de Raw, Baron Corbin, en un No Disqualification match.

#### Firefly Fun House y The Fiend (2019-2021)
En abril de 2019, durante las semanas posteriores a WrestleMania 35, comenzaron a transmitirse viñetas siniestras en la programación de la WWE, que mostraban a un siniestro títere de zopilote, una muñeca de bruja y varios juguetes más. El 22 y 23 de abril, en los episodios de Raw y SmackDown, respectivamente, Wyatt, luciendo una apariencia más esbelta, más musculoso y con atuendo más formal, con el cabello recogido y una barba más corta, regresó la televisión con un nuevo gimmick de un extraño artista infantil que presentaba un segmento pregrabado llamado FireFly Fun House. El segmento presentaba al títere mencionado anteriormente, llamado Mercy the Buzzard, y a la muñeca, llamada Abi the Witch. Destruyó un recorte de cartón de su "antiguo yo" con una motosierra, lució y pareció escuchar un par de guantes con «herir» y «sanar» escritos en ellos, y alegremente le dijo a los espectadores que todo lo que tenían que hacer era dejarlo entrar. En el segmento de la semana siguiente, presentado tanto en Raw como en SmackDown, Wyatt pintó un cuadro para "expresar sus sentimientos reprimidos", el cual resultó ser una pintura del complejo de The Wyatt Family que se quemó con la hermana Abigail en el interior, una referencia a Randy Orton, quien lo quemó en 2017. Abi The Witch lo regañó, pero Wyatt le aseguró que la versión terrorífica de sí mismo estaba en el pasado. Apareció un nuevo personaje, otro títere llamado Rambling Rabbit. Wyatt dijo que Abi era un sociópata, lo que Rambling Rabbit notó que era la palabra del día. Otro segmento presentó a Wyatt durante un pícnic con niños sin expresión, mientras que otro mostró el secreto de Wyatt en cuanto a que podía controlar y aprovechar su oscuridad con él, apareciendo con ropa más siniestra y una máscara de aspecto malvado, una persona a la que llamó The Fiend, la cual estaba «para protegernos». Después de la última edición de Firefly Fun House, los títeres comenzaron a hacer cameos entre bastidores durante las transmisiones de Raw y SmackDown, sin el conocimiento de otros luchadores.

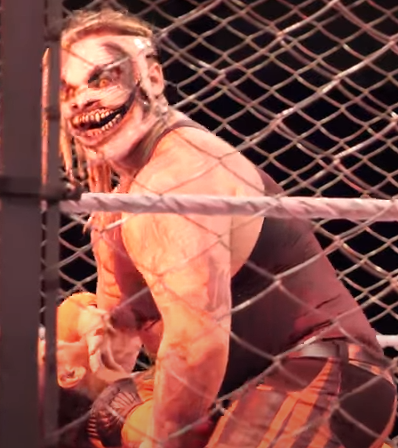
The Fiend durante una lucha en 2019.

En el episodio del 15 de julio de Raw, Wyatt regresó vestido como «The Fiend» y le aplicó un Sister Abigail a Finn Bálor, convirtiéndose en heel una vez más. La siguiente semana en la edición de Raw Reunion, Wyatt atacó a Mick Foley, usando el movimiento final de Foley, The Mandible Claw. La noche siguiente en SmackDown, Wyatt aceptó el desafío de Bálor para una lucha contra The Fiend en SummerSlam. En el episodio del 5 de agosto de Raw, Wyatt como The Fiend atacó a Kurt Angle con The Mandible Claw en la ciudad natal de Angle, Pittsburgh, Pensilvania. En SummerSlam, Wyatt actuó como The Fiend y, a pesar de que hubo un momento en el que Wyatt intentó reprimir a The Fiend, saldría victorioso sobre Bálor después de incapacitarlo con un The Mandible Claw. En el episodio del 19 de agosto de Raw, The Fiend atacó al miembro del Salón de la Fama, Jerry Lawler, quien estaba presentando el torneo King of the Ring.
El 27 de agosto, los tuits del Golden 1 Center sugirieron que Wyatt se enfrentara al ganador entre Seth Rollins y Braun Strowman (después de su lucha titular el 15 de septiembre en Clash of Champions) en un Hell in a Cell match por el Campeonato Universal de la WWE en el próximo evento Hell in a Cell. Wyatt apareció a través de un segmento de Firefly Fun House el 2 de septiembre en Raw para confirmar aparentemente el combate, diciéndole a Rollins y Strowman que "vería a uno de los dos en el infierno". En Clash of Champions, Wyatt atacó a Rollins como The Fiend después de que Rollins retuviera con éxito el Campeonato Universal de la WWE contra Strowman. La noche siguiente en Raw, Wyatt oficialmente desafió a Rollins a un Hell in a Cell match por el Campeonato Universal en Hell in a Cell. Más tarde, esa misma noche, Wyatt atacó a Kane como The Fiend y se encontró con un Rollins malherido en el ring. En el episodio del 23 de septiembre de Raw, The Fiend atacó a Strowman, durante la lucha de este último contra Rollins, usando dos Mandible Claw. El 30 de septiembre en la premier de temporada de Raw, The Fiend nuevamente atacó a Rollins con un Mandible Claw durante su combate por el Campeonato Universal contra Rusev. En Hell in a Cell, Rollins y The Fiend compitieron hasta terminar sin resultado después de que el árbitro terminó el combate cuando Rollins usó un mazo par atacar a The Fiend, quien fue enterrado debajo de una escalera, una silla de acero, herramientas y una caja de herramientas. A pesar del final del combate, The Fiend se levantaría cuando los oficiales lo vigilaban para perseguir a Rollins y nuevamente dejarlo inconsciente con un Mandible Claw. El final fue notable por la respuesta de los fanáticos presentes que abuchearon en voz alta y corearon negativamente incluso después de que el evento saliera del aire, incluidos los cantos de la compañía competidora de la WWE, All Elite Wrestling. En particular, Dave Meltzer declaró: "pensé que era un hecho que Bray Wyatt iba a ganar. Pensé que iba a ganar en 7 minutos. Pensé que esto era realmente fácil". El 11 de octubre, debido al Draft, Wyatt fue traspasado a la marca SmackDown. En el episodio del 14 de octubre de Raw, se estableció una revancha por el Campeonato Universal para el 31 de octubre en Crown Jewel, en un Falls Count Anywhere match. Wyatt volvería a aparecer a través de un segmento de Firefly Fun House, donde fue emboscado por Seth Rollins. Luego, Rollins procedió a destruir parte de la decoración de la Fun House, antes de incendiarla. En el siguiente episodio de SmackDown, se agregó una estipulación al combate por el título, la cual marcaba que el combate no se podía detener por ningún motivo. En Crown Jewel, The Fiend derrotó a Rollins para capturar el Campeonato Universal por primera vez en su carrera. Posteriormente, Brock Lesnar se iría a Raw, con el Campeonato de la WWE, después de que (kayfabe) renunciara a la marca por un feudo con Rey Mysterio, dejando a Wyatt en SmackDown como el único campeón mundial de la marca.
Tras bastidores durante el episodio del 8 de noviembre de SmackDown, mientras Sami Zayn intentaba convencer a Daniel Bryan de unirse a su facción, The Fiend apareció detrás de Bryan y lo atacó con un Mandible Claw. La semana siguiente en SmackDown, durante un segmento de Miz TV, Wyatt se burló de Bryan y su antiguo personaje del «Yes! Movement». En respuesta, Bryan desafió a Wyatt a una lucha por el Campeonato Universal en Survivor Series y Wyatt aceptó. Esa misma noche, Wyatt presentó una versión azul del cinturón del campeonato, para significar su nuevo hogar en SmackDown. La siguiente semana en SmackDown, The Fiend interfirió en la lucha de Bryan contra The Miz, atacando a Bryan con un Mandible Claw. En Survivor Series , Wyatt tuvo su primera defensa titular exitosa, cuando The Fiend derrotó a Bryan para retener el campeonato. Después de que Bryan aceptara una revancha en el siguiente episodio de SmackDown, The Fiend atacó a Bryan y le arrancó parte del cabello y la barba. Con Bryan ausente las semanas siguientes, Wyatt comenzó un breve feudo con el viejo rival de Bryan, The Miz, el cual culminó en una lucha no titular en TLC: Tables, Ladders & Chairs, donde Wyatt, luchando por primera vez como su personaje de Firefly Fun House, derrotó a Miz. Después del combate, Bryan, ahora con un corte de pelo y barba corta, regresó y atacó a Wyatt.
El 26 de enero de 2020 en Royal Rumble, The Fiend derrotó a Bryan en un Strap match para retener el título, terminando el feudo. En el episodio del 7 de febrero de SmackDown, el miembro del Salón de la Fama Goldberg desafió a The Fiend a una lucha por el Campeonato Universal durante una entrevista en pantalla, la cual fue programada para el 27 de febrero en Super Show-Down. En el evento, el personaje de The Fiend sufrió su primera derrota ante Goldberg, perdiendo el Campeonato Universal y terminando su reinado a los 118 días. La noche siguiente en SmackDown, The Fiend confrontó a un John Cena que hacía su regreso y lo retó a un combate en WrestleMania 36, lo cual Cena aceptó, programándose así una revancha de WrestleMania XXX de 2014. En el evento, en lugar de un combate de lucha tradicional, los dos se enfrentaron en un viaje surrealista a través de la historia a medida que se desarrollaron momentos históricos de Cena y Wyatt, incluido el debut de Cena contra Kurt Angle, un momento con el Doctor of Thuganomics y el combate de los dos en WrestleMania XXX. Al final, Wyatt (como The Fiend) atacó a Cena con un Sister Abigail y un Mandible Claw antes de cubrirlo, con su personaje de Firefly Fun House haciendo el conteo de 3. Esto marcó la primera victoria de Wyatt en WrestleMania. Después del combate, el cuerpo inmóvil de Cena desapareció del centro del ring. En el episodio del 10 de abril de SmackDown, Wyatt desafió a su antiguo compañero de The Wyatt Family, Braun Strowman, a una lucha por el Campeonato Universal, luego de la victoria de Strowman sobre Shinsuke Nakamura. Se programó un combate entre los dos para el 10 de mayo en Money in the Bank. En el evento, Wyatt no tuvo éxito en ganar el campeonato tras ser derrotado por Strowman. Tras su derrota en Money in the bank, Wyatt estuvo fuera de la programación por un mes, para estar con su familia y su hijo. En el episodio del 19 de junio, reapareció con su sección "The Firefly fun house" donde le reveló a Strowman la resurrección de su antiguo personaje "El devorador de mundos". Más tarde se pactó a un Wyatt swamp fight "Lucha de pantano" donde el que terminara hundiendo al otro ganaría en Extreme Rules. En Extreme Rules Wyatt derrotó a Strowman hundiendolo en el pantano, donde después de la pelea "The Fiend" resurgió del pantano haciendo su regreso bajo este Gimmik. En el episodio del 31 de julio en Smackdown, Wyatt en su sección de Firefly Fun House, argumentó que Strowman estaba en pantano orgánico, donde la cabeza del devorador de mundos emitía susurros diciéndole a Wyatt que lo dejara libre otra vez, este le dice que el ya tuvo su momento y que ahora era el turno de «él» ya que ha sido desatado. En ese mismo episodio después de finalizar un combate por el Campeonato Femenino de Smackdown entre Bayley y su compañera Nikki Cross donde esta última salió derrotada y producto de su frustración empujó a Bliss dejándola tirada en medio del ring, se apagaron las luces y The fiend atacó a Alexa con un Mandible Claw. En el siguiente episodio The fiend hizo su entrada donde estaba Alexa en medio del ring como la semana pasada, y cuando iba a atacarla esta lo detuvo, al mismo tiempo que Strowman apareció en la pantalla donde le dice que no le importa Alexa, sino que lo único que busca es destruirlo, y finanza el segmento con una guerra de risas entre ellos. Finalmente se enfrentaron en SummerSlam donde The Fiend derrotó a Strowman, y ganó el Campeonato Universal por segunda vez en su carrera, aunque posteriormente fue a atacado junto con Strowman por Roman Reings quién hacia su regreso levantando el campeonato en señal de lucha titular. Una semana después en el evento Payback en una lucha Triple Threat Match que involucraba a Strowman y Reings fue derrotado por este último perdiendo el campeonato con una semana de reinado. Posteriormente en el episodio de Smackdown del 2 de octubre después de atacar a Kevin Owens se hizo oficial la unión de este con Bliss, quien después de sufrir el ataque de The Fiend meses atrás, mostraba signos de admiración y manifestaciones de este último en ella cada semana. 
En el Draft fue traspasado de SmackDown a Raw, empezando casi de inmediato una rivalidad con Randy Orton de forma vengativa por lo ocurrido en 2017, donde en el primer episodio de Raw del 26 de octubre después del evento Hell in a Cell en el segmento «A moment of Bliss» hubo indicios de la aparición de Wyatt contra Orton. En las semana siguiente The Fiend aparecía en los episodios de Orton para acosarlo e interrumpir sus combates costàndoles las victorias. En TLC se pactó un combate entre Orton y Wyatt en la estipulación FireFly Inferno Match donde fue derrotado por Orton luego de ser parcialmente incendiado, luego de esto Orton lo atacó con RKO y prendió fuego al cuerpo de The Fiend hasta hacerlo cenizas (Kayfabe). Wyatt, hizo su regreso en el evento Fastlane, tras 3 meses de ausencia, atacando a Randy Orton con un Sister Abigail con un nuevo Gimmick como un The Fiend quemado, siguiendo la Storyline con lo ocurrido en TLC. En el siguiente Raw The Fiend volvió a atacar a Orton, retándolo junto con Alexa Bliss a una lucha en WrestleMania 37. En WrestleMania 37, Wyatt, volviendo a usar su antiguo atuendo, fue derrotado por Orton tras una distracción de Bliss. En el Raw posterior a WrestleMania, Wyatt hablaría sobre la traición que cometió Bliss, afirmando que este sería un nuevo comienzo para él y sus amigos. El 31 de julio de 2021, fue liberado de su contrato con WWE.

#### Regreso y apariciones finales (2022-2023)
En septiembre de 2022, WWE comenzó a reproducir una versión a cappella de la canción «White Rabbit», interpretada por Jefferson Airplane, esto en eventos en vivo y durante comerciales de eventos televisados, mientras que también empezaron a ocultar códigos QR code en varios lugares de episodios de Raw y SmackDown. Cada uno de los códigos llevaba a sitios web que contenían imágenes, minijuegos y acertijos que hacían vagamente referencia a Wyatt y aparentemente estaban conectados con el próximo evento de Extreme Rules del 8 de octubre. Al cierre de dicho evento, Wyatt regresó a WWE, acompañado de versiones reales de sus personajes de Firefly Fun House y una nueva máscara, revelándose como la persona detrás de los promocionales del «White Rabbit». En el episodio del 14 de octubre de SmackDown, Wyatt se dirigió a la audiencia hasta que fue interrumpido por un vídeo de un personaje enmascarado. En el episodio del 28 de octubre, fue nuevamente interrumpido por el personaje enmascarado que se hacía llamar «Uncle Howdy». En el episodio del 11 de noviembre, Wyatt interrumpió una entrevista en backstage que le hacía a LA Knight y lo atacó, lo que resultó en el inició de un feudo entre los dos. En las siguientes semanas, ambos se enfrentarían varias veces, incluso en el episodio del 16 de diciembre de SmackDown, donde el Uncle Howdy apareció en persona e interrumpió un ataque que Knight se encontraba haciendo en contra de Wyatt. En el episodio del 30 de diciembre de SmackDown, se anunció una lucha Pitch Black entre Wyatt y Knight para el evento Royal Rumble, que era un encuentro del tipo todo se vale que solo podía finalizar mediante pinfall o sumisión. Ese mismo episodio, Howdy apareció y atacó a Wyatt con un Sister Abigail, confundiendo a Knight. En el episodio del 20 de enero de 2023 de SmackDown, regresaron sus segmentos de la Firefly Fun House y también sus personajes. En RAW is XXX, el aniversario número 30 de RAW, Wyatt interrumpió a LA Knight en un segmento con The Undertaker, en el que Undertaker aparentemente le dio a Wyatt su aprobación en lo que muchos llamaron un momento de «paso de la antorcha». En el Royal Rumble, Wyatt derrotó a Knight en lo que terminó siendo el último combate televisado de Wyatt antes de su muerte; después de la contienda, Uncle Howdy apareció y se lanzó desde una plataforma elevada hacia Knight, seguido de una explosión mientras los otros personajes de Firefly Fun House observaban desde lo alto de la plataforma.
Luego de que su feudo con Knight concluyera, Wyatt se comprometió a enfrentar al ganador de la lucha entre Bobby Lashley y Brock Lesnar en Elimination Chamber, mismo que ganó Lashley por descalificación, luego de que Lesnar lo golpeara con un low blow. En el episodio del 27 de febrero de Raw, un video que reutilizaba la promo del «muscle man dance» que Wyatt hizo en sus días como parte del segmento «Firefly Fun House», se burló de Lashley al agregarlo digitalmente a la grabación. Sin embargo, Wyatt desapareció silenciosamente de televisión, y su historia con Lashley fue descartada; informes posteriores indicaron que se debía a que Wyatt lidiaba con una enfermedad en la vida real. En un cambio de planes, Lashley fue agregado al André the Giant Memorial Battle Royal en SmackDown, llevado a cabo antes de WrestleMania 39, el cual ganó.
El 19 de agosto de 2023, se informó que después de luchar contra una enfermedad que amenazaba su vida desde febrero, Wyatt se acercaba a su regreso. Sin embargo, solo cinco días después, el 24 de agosto, se anunció que Wyatt había muerto inesperadamente a los 36 años de edad.

## Estilo como luchador profesional, personaje y recepción

### Estilo y personaje
El personaje de Wyatt de 2013 a 2018, era el de un líder de culto villano que se creía la «conciencia molesta de un mundo inmoral». Como líder de The Wyatt Family, tuvo como subordinados principales a Luke Harper y Erick Rowan, así como también a Braun Strowman por un breve tiempo. Usaba una linterna para iluminar su camino al hacer sus entradas, esto debido a que las luces de la arena se apagaban por completo; su entrada era acompañada por música de Mark Crozer. Solía terminar la mayoría de sus promos diciéndoles a sus oponentes y al público que «siguieran a los buitres», su eslogan característico. El personaje fue comparado con la interpretación de Robert De Niro como Max Cady en la película de 1991 Cape Fear, y con su compañero luchístico Waylon Mercy. Como movimiento final, usaba un swinging reverse STO al que se refería como Sister Abigail. Además, acostumbraba burlarse de sus oponentes mientras hacía un Spider Walk (llamado así por el caminar de los arácnidos) en la esquina del ring, este era un movimiento en el que se colocaba de espaldas y posteriormente hacía un arco hacia atrás con su cuerpo, para luego caminar en dicha posición apoyándose de sus manos y pies al mismo tiempo.
Después de una pausa televisiva desde el verano de 2018 hasta la primavera de 2019, Wyatt regresó con un nuevo personaje. Comenzó a presentar un segmento llamado «Firefly Fun House», donde pretendía ser presentador de un programa de televisión infantil de modales amigables, similar a Mr. Rogers. Poco después, debutó con un alter ego enmascarado llamado The Fiend, un payaso demoníaco que tenía características sobrenaturales y recordaba todas las malas acciones que otros le habían infligido a Wyatt en el pasado. En su entrada inicial como The Fiend, llevó una cabeza cortada de utilería que se asemejaba al antiguo líder del culto Wyatt, con una linterna dentro de la boca, y usaba una versión heavy metal de su antiguo tema de entrada, interpretado por Code Orange. En adición, adoptó el mandible claw como movimiento final. Durante sus luchas, se presentó a The Fiend con una resistencia y fuerza antinaturales, capaz de soportar múltiples movimientos finales, ataques con objetos y más, e incluso librándose de un pin a la cuenta de uno. Varios de sus combates como The Fiend los realizó iluminados por una luz roja. Después de regresar en 2022, debutó acompañado de un nuevo personaje llamado Uncle Howdy, basado en la interpretación de Richard Kiel del Capitán Howdy en la película de 1983 Hysterical.
Rotunda fue elogiado por el trabajo de sus personajes. Lectores del Wrestling Observer Newsletter votaron por él como el mejor personaje en dos ocasiones; ganando el premio en 2013 y 2019.

### Críticas a su bookeo
Si bien el trabajo de los personajes de Rotunda había sido ampliamente elogiado, el bookeo de los mismos dentro del ring recibió críticas. El periodista Dave Meltzer dijo que aunque su personaje de Fun House/Fiend era «fantástico» y era un «genio» como luchador, no «hizo que sus combates fueran geniales». En particular, su combate de estilo Hell in a Cell contra Seth Rollins en el evento homónimo de 2019, fue universalmente criticado por fanáticos y críticos, debido a su «horrible» bookeo y su polémico final que hizo que el árbitro detuviera la lucha después de que Rollins atacara a The Fiend con numerosos objetos, a pesar de que los combates de Hell in a Cell generalmente terminan a través de un pinfall o una sumisión. Algunos comentaristas afirmaron que el encuentro había dañado significativamente el personaje de The Fiend. El combate fue nombrado como peor lucha del año por los lectores del Wrestling Observer Newsletter. Además, varios críticos opinaron que las constantes derrotas de Wyatt eran perjudiciales para su personaje y su mística característica.
En 2020, los lectores del Wrestling Observer Newsletter reconocieron a The Fiend como el peor personaje del año, convirtiendo a Wyatt en el único luchador que ha ganado tanto el reconocimiento a mejor, como a peor personaje.

## Otros medios
Rotunda hizo su debut en los videojuegos con WWE '12, donde apareció como Husky Harris, y tres años después regreso como Bray Wyatt, apareciendo en WWE 2K15, WWE 2K16, WWE 2K17, WWE 2K18, y WWE 2K19. Su personaje alternativo, The Fiend, fue un bono de preordenamiento para WWE 2K20. Luego de cuatro años ausente, volvió como Bray Wyatt para WWE 2K23, en el que fue parte del paquete de contenido descargable «Revel with Wyatt».

## Vida personal
Rotunda y su exesposa, Samantha, se casaron en 2012 y procrearon dos hijas juntos, antes de que ella solicitara el divorcio en 2017. Alrededor de ese tiempo, se reveló que Rotunda y la anunciadora de WWE, JoJo, se encontraban juntos en una relación amorosa. Más tarde tuvieron un hijo (nacido en mayo de 2019), cuyo padrino es el luchador Braun Strowman, y una hija (nacida en mayo de 2020). Se comprometieron en 2022.

### Muerte
El 24 de agosto de 2023, Rotunda falleció mientras dormía en su casa de Clermont, Florida, a los 36 años de edad, a causa de un infarto de miocardio. Su muerte fue anunciada por el creador de contenido en jefe de WWE Triple H. Previo a su deceso, Rotunda había estado lidiando con una enfermedad no revelada desde febrero, que supuestamente ponía en peligro su vida. De acuerdo a informes, había estado logrando avances positivos hacia la recuperación. Poco después de su muerte, se reveló que la enfermedad era COVID-19, que había exacerbado una afección cardíaca preexistente. Le habían aconsejado que usara un desfibrilador, y una semana antes de su defunción fue hospitalizado por un problema cardíaco. La mañana de su muerte se le recomendó que continuara usándolo, pero no lo estaba usando en el momento de su fallecimiento.

## Tributos

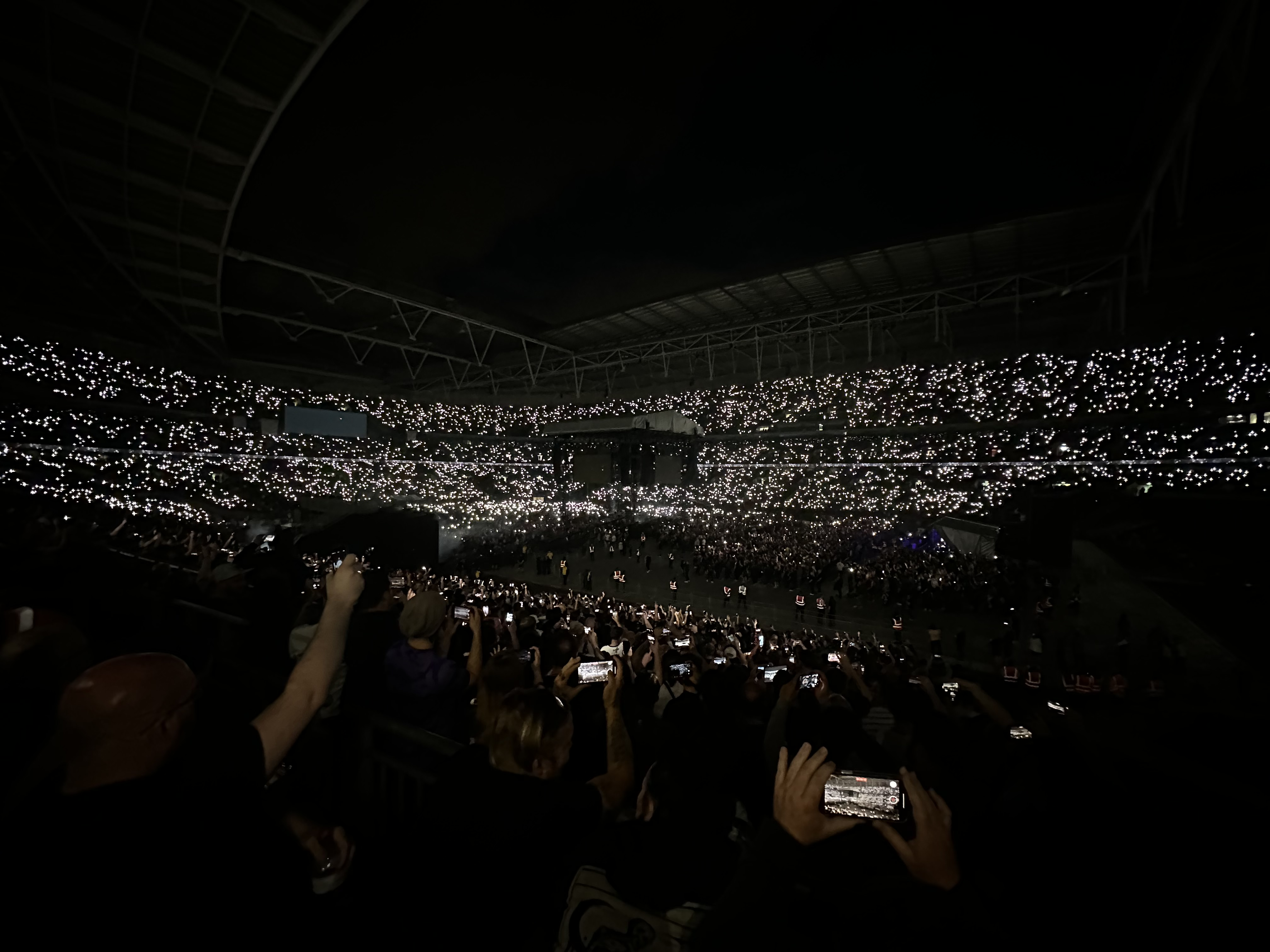
Las «luciérnagas» de Bray Wyatt en el evento All In de All Elite Wrestling. Los fanáticos asistentes a dicho evento en el Wembley, encendieron sus teléfonos celulares en homenaje a Wyatt, tres días después de su muerte.

Tras el anuncio de Triple H, varios compañeros de Rotunda le rindieron homenaje en sus redes sociales. El episodio del 25 de agosto de 2023 de SmackDown honró a Rotunda y Terry Funk, que había muerto un día antes que él: el show inició con un ten-bell salute en memoria de Rotunda y Funk; posteriormente se transmitieron tributos y metrajes detrás de cámaras, y se tuvo al último oponente de Wyatt, LA Knight, como el evento principal del programa. En adición, WWE anunció que cualquier ingreso adicional de las ventas de mercancías de Rotunda se donarían a su familia.
Promociones rivales de WWE como All Elite Wrestling (AEW) e Impact Wrestling, también rindieron homenaje en memoria a Rotunda, esto en sus primeros eventos realizados en vivo tras el anuncio de su fallecimiento, ambos llevados a cabo el 27 de agosto; en All In de AEW, donde House of Black rindió homenaje a Wyatt durante su entrada, la cual fue iluminada por miles de «luciérnagas» (la luz de los teléfonos celulares de los fanáticos), mientras que Buddy Matthews sostuvo una linterna que asemejaba a la que Wyatt utilizaba para presentarse. Por su parte, el evento Emergence de Impact Wrestling, igualmente abrió con un ten-bell salute en conmemoración a Rotunda y Funk.
John Squires del sitio web de películas de terror Bloody Disgusting, definió a Wyatt como: «un talento verdaderamente único dentro – y fuera – del cuadrilátero [...]» y añadió que: «[...] el «Devorador de Mundos» pasará a la historia como uno de los grandes personaje de todos los tiempos en los registros de la lucha libre profesional, y muchos fanáticos lo consideran el verdadero sucesor del trono de oscuridad de The Undertaker». BJ Colangelo de /Film, describió a Wyatt como un «Ícono del terror en la lucha libre», escribiendo que «A lo largo de su carrera en WWE, Bray Wyatt realmente se convirtió en la nueva cara del miedo e incorporó el horror al mundo de la lucha libre de una manera que nadie antes que él pudo hacerlo».

## Campeonatos y logros
- CBS Sports
  - Regreso de un luchador del año (2019)[317]

- Florida Championship Wrestling/FCW
  - FCW Florida Tag Team Championship (2 veces) – con Bo Rotundo

- New York Post
  - Mejor regreso (2022) – en Extreme Rules[318]

- Pro Wrestling Illustrated
  - Lucha del año (2014) vs. John Cena (Payback, 1 de junio)
  - Feudo del año (2010) – con The Nexus vs. WWE[319]
  - Luchador más odiado del año (2010) – con The Nexus[320]
  - Situado en el Nº331 en los PWI 500 de 2010[321]
  - Situado en el Nº129 en los PWI 500 de 2011[322]
  - Situado en el Nº168 en los PWI 500 de 2012[323]
  - Situado en el Nº115 en los PWI 500 de 2013[324]
  - Situado en el Nº6 en los PWI 500 de 2014[325]
  - Situado en el Nº21 en los PWI 500 de 2015[326]
  - Situado en el Nº56 en los PWI 500 de 2016[327]
  - Situado en el N°15 en los PWI 500 de 2017[328]
  - Situado en el Nº57 en los PWI 500 de 2018
  - Situado en el Nº169 en los PWI 500 de 2019
  - Situado en el Nº16 en los PWI 500 de 2020[329]

- WrestleCrap
  - Gooker Award (2019) vs. Seth Rollins en Hell in a Cell

- Wrestling Observer Newsletter
  - Mejor Gimmick (2013) The Wyatt Family[330]
  - Mejor Gimmick (2019) The Fiend
  - Peor Gimmick (2017) Sister Abigail
  - Peor lucha del año (2017) vs. Randy Orton en 2 de abril
  - Peor lucha del año (2019) vs. Seth Rollins en 6 de octubre

- WWE
  - WWE Championship (1 vez)
  - WWE Universal Championship (2 veces)
  - Raw Tag Team Championship (1 vez) - con Matt Hardy
  - SmackDown Tag Team Championship (1 vez) - con Randy Orton y Luke Harper
  - Elimination Chamber (2017)
  - WWE Year–End Award al luchador masculino del año (2019)